# 리사 래키
엘리자베스 래키(Elizabeth Lackey, 1971년 3월 2일 ~ )는 오스트레일리아의 배우, 영화배우이다.
시드니에서 태어났다.

## 방송
- 히어로즈 시즌4
- 히어로즈 시즌1

## 영화
- 워크 잇 (2012년) - 코니 스탠디쉬 역
- 라스트 씬 이터 (2007년)
- 히어로즈 (2006년)
- 폴런 (2006년)
- 고스트 앤 크라임 (2005년)
- 더 익스트림 팀 (2003년)
- 블러드 크라임 (2002년)
- 저스트 코즈 (2001년)
- 데블 스네이크 (2001년)
- 멀홀랜드 드라이브 (2001년) - 캐롤 역
- 혹성 탈출 (2001년)
- 홈 앤 어웨이 (1988년)